# Бързо хранене
Бързо хранене (на английски: Fast food) е бързо приготвена храна, която е готова и има нужда само от подгряване или е полуготова и става готова след кратка термична обработка.
Бързото хранене е един от символите на модерния Запад и задоволява нуждата от хранене за максимално кратък период от време, повлиян от забързания начин на живот в развитите държави.
Повлиявайки върху културата на страните, най-напред в САЩ, а по-късно из цял свят се изграждат заведения за бързо хранене, които стават много популярни и посетени, особено от младите хора.
Аналог в България са традиционните баничарници и мекичарници, като и съвременните заведения „Бърза закуска“, „Пица на парче“, „Дюнер“ и др.

## Известни ресторанти за бързо хранене
- Макдоналдс
- Бъргър Кинг
- Пица Хът
- Тако Бел
- KFC
- Сабуей
- Хесбургер
- Dunkin Donuts Drink Menu With Prices